# 泰莫埃環礁
泰莫埃環礁（Temoe，亦作Te Moe、Timoe）是南太平洋法屬波利尼西亞土阿莫土群島的環礁，由27個島嶼組成，位於馬塔伊瓦環礁東南1,700公里，由甘比尔市镇管辖，長8公里、寬4公里，土地面積2.1平方公里，潟湖面積12平方公里，島上無人居住。

## 外部連結
- Atoll list (in French)
- Atoll names （页面存档备份，存于）